# Enrico Cialdini

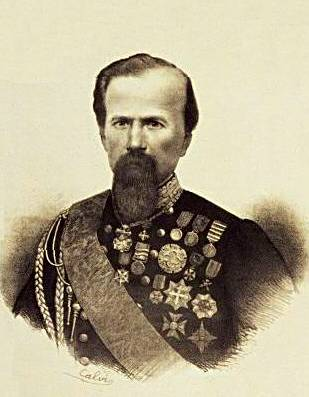
Enrico Cialdini

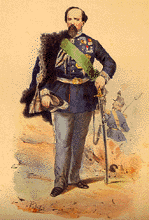
Enrico Cialdini

Enrico Cialdini, Herzog von Gaeta (* 8. August 1811 in Castelvetro bei Modena; † 8. September 1892 in Livorno) war ein italienischer General.

## Leben
Cialdini floh 1831 nach dem misslungenen Aufstand im Kirchenstaat und kämpfte dann mit Auszeichnung in Spanien und Portugal. 1848 wurde er von der provisorischen Regierung in Mailand nach Italien zurückberufen und kämpfte dann unter General Ferrari in Venetien.
Cialdini wurde am 10. Juni 1848 in der Schlacht bei Vicenza schwer verwundet und fiel in die Hände der Österreicher. Geheilt und aus der Gefangenschaft entlassen, trat er in die Armee Sardinien-Piemonts ein, organisierte ein Freiwilligenkorps und kämpfte an dessen Spitze 1849 bei Novara.
1855 nahm er als Brigadekommandeur am Krimkrieg teil. Im Sardinischen Krieg 1859 führte er die 4. Division und wurde nach seinem Sieg in der Schlacht von Palestro (31. Mai) zum Generalleutnant befördert. Seine Truppen kämpften nicht bei Solferino, sondern unterstützten danach die Operationen des Freiheitskämpfers Garibaldi. Am 18. September 1860 schlug er mit seinem Korps die päpstlichen Truppen in der Schlacht bei Castelfidardo. Im Frühjahr 1861 führte er die königliche Armee ins Königreich Neapel und zwang im Kampf gegen die Truppen der Bourbonen die Festungen Capua und Gaeta zur Kapitulation. Dass er dabei auch Zivilisten nicht schonte und im Falle Gaetas während der Kapitulationsverhandlungen das Bombardement sogar verstärkte, sorgte für großes Entsetzen. König Viktor Emanuel II. erhob ihn daraufhin dennoch zum Herzog von Gaeta und übertrug ihm die Statthalterschaft von Neapel.
Als Statthalter von Neapel ging er mit aller Härte bei der Niederschlagung der Brigantenbewegung in Süditalien vor. Mit Hilfe von Repressalien gelang es Cialdini, dass den Briganten der Rückhalt in der Bevölkerung verloren ging. Abschätzig bezeichnete er den Süden Italiens als Afrika und die Süditaliener als plumbe Bauern.
Im Dritten italienischen Unabhängigkeitskrieg 1866 führte er die Reserve-Armee am nördlichen Ufer des Po und im Raum Bologna und wurde nach der Niederlage des Oberkommandierenden La Marmora in der Schlacht bei Custozza zum neuen Generalstabschef ernannt. 1868 führte dies zu einer erbitterten literarischen Auseinandersetzung der beiden Militärs. Cialdini ging Ende Juni über den Po und besetzte im Juli 1866 Venetien, wurde aber durch den frühzeitigen Friedensschluss an weiteren Operationen gegen die Österreicher gehindert.
Ab 1876 war Cialdini als Nachfolger von Costantino Nigra Gesandter in Paris, wurde 1881 jedoch wegen seines allzu selbstbewussten Auftretens abberufen.
Enrico Cialdini starb am 8. September 1892 in Livorno.